# Pargowo
Pargowo est une localité polonaise de la gmina rurale de Kołbaskowo située dans le powiat de Police en voïvodie de Poméranie-Occidentale. Elle se situe à environ 24 km au sud de Police et 14 km au sud-ouest de la capitale régionale Szczecin.

## Géographie

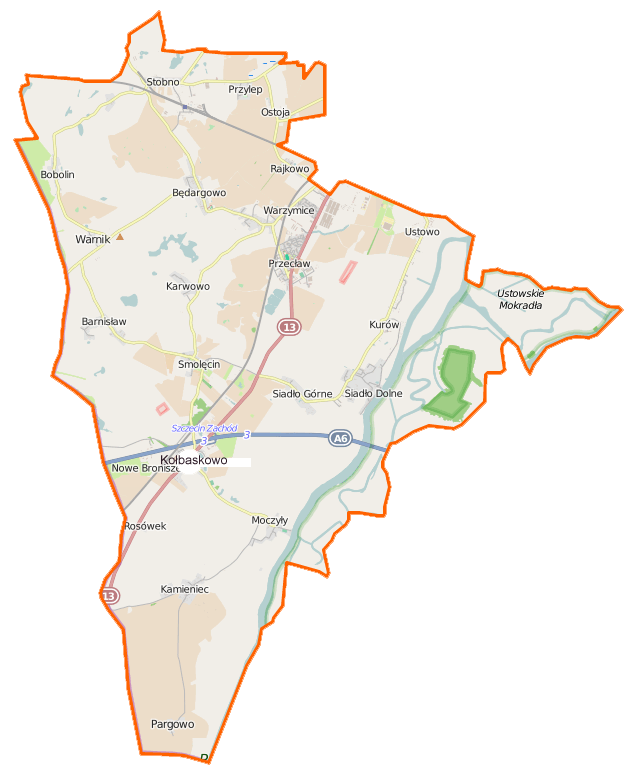
Carte de la gmina de Kołbaskowo.

## Histoire
Pargow appartient jusqu'en 1939 à l'arrondissement de Randow (de), puis jusqu'en 1945 à l'arrondissement de Greifenhagen, dans le district de Stettin de la province prussienne de Poméranie.